# Hans Ferdinand Helmolt
Hans Ferdinand Helmolt, född 8 juli 1865 i Dresden, död 19 mars 1929 i Berlin, var en tysk historiker och tidningsman.
Helmolt blev 1892 filosofie doktor vid Bonns universitet och var 1894-1906 redaktör vid Bibliografiska institutet i Leipzig. Han var därefter tidningsman i Dresden och Bremen och 1914-19 presschef i tyska inrikesministeriet, erhöll 1918 professors titel och blev 1922 huvudredaktör för "Frankfurter Nachrichten".
Helmolt utgav bland annat en av omkring 30 fackhistoriker utarbetad Weltgeschichte (nio band, 1899–1907, med kartor och illustrationer, även utgiven i engelsk, nederländsk och rysk översättning; en ny reviderad tysk upplaga började utges 1919).  Bland hans övriga skrifter märks Die geheime Vorgeschichte des Weltkrieges (1914), Bismarck (1915), Leopold Rankes Leben und Wirken (1920) och Kautsky, der Historiker (1920).